# Grand Prix automobile du Brésil 1984
Résultats du Grand Prix du Brésil de Formule 1 1984 qui a eu lieu sur le circuit de Jacarepagua à Rio de Janeiro le 25 mars 1984.

## Classement
| Pos. | No | Pilote             | Écurie             | Tours | Temps/Abandon                      | Grille | Points |
| ---- | -- | ------------------ | ------------------ | ----- | ---------------------------------- | ------ | ------ |
| 1    | 7  | Alain Prost        | McLaren-TAG        | 61    | 1 h 42 min 34 s 492 (179,512 km/h) | 4      | 9      |
| 2    | 6  | Keke Rosberg       | Williams-Honda     | 61    | + 40 s 514                         | 9      | 6      |
| 3    | 11 | Elio De Angelis    | Lotus-Renault      | 61    | + 59 s 128                         | 1      | 4      |
| 4    | 23 | Eddie Cheever      | Alfa Romeo         | 60    | + 1 tour                           | 12     | 3      |
| Dsq. | 3  | Martin Brundle     | Tyrrell-Ford       | 60    | Disqualifié                        | 18     |        |
| 5    | 15 | Patrick Tambay     | Renault            | 59    | Panne d'essence                    | 8      | 2      |
| 6    | 18 | Thierry Boutsen    | Arrows-Ford        | 59    | + 2 tours                          | 20     | 1      |
| 7    | 17 | Marc Surer         | Arrows-Ford        | 59    | + 2 tours                          | 24     |        |
| 8    | 10 | Jonathan Palmer    | RAM-Hart           | 58    | + 3 tours                          | 26     |        |
| Abd. | 16 | Derek Warwick      | Renault            | 51    | Suspension                         | 3      |        |
| Abd. | 26 | Andrea De Cesaris  | Ligier-Renault     | 42    | Boîte de vitesses                  | 14     |        |
| Abd. | 22 | Riccardo Patrese   | Alfa Romeo         | 41    | Boîte de vitesses                  | 11     |        |
| Abd. | 8  | Niki Lauda         | McLaren-TAG        | 38    | Panne électrique                   | 6      |        |
| Abd. | 12 | Nigel Mansell      | Lotus-Renault      | 35    | Accident                           | 5      |        |
| Abd. | 1  | Nelson Piquet      | Brabham-BMW        | 32    | Moteur                             | 7      |        |
| Abd. | 2  | Teo Fabi           | Brabham-BMW        | 32    | Turbo                              | 15     |        |
| Abd. | 28 | René Arnoux        | Ferrari            | 30    | Batterie                           | 10     |        |
| Abd. | 24 | Piercarlo Ghinzani | Osella-Alfa Romeo  | 28    | Boîte de vitesses                  | 21     |        |
| Abd. | 25 | François Hesnault  | Ligier-Renault     | 25    | Surchauffe                         | 19     |        |
| Abd. | 9  | Philippe Alliot    | RAM-Hart           | 24    | Batterie                           | 25     |        |
| Abd. | 20 | Johnny Cecotto     | Toleman-Hart       | 18    | Turbo                              | 17     |        |
| Abd. | 5  | Jacques Laffite    | Williams-Honda     | 15    | Panne électrique                   | 13     |        |
| Abd. | 27 | Michele Alboreto   | Ferrari            | 14    | Freins                             | 2      |        |
| Abd. | 21 | Mauro Baldi        | Spirit Racing-Hart | 12    | Distributeur                       | 23     |        |
| Dsq. | 4  | Stefan Bellof      | Tyrrell-Ford       | 11    | Disqualifié                        | 22     |        |
| Abd. | 19 | Ayrton Senna       | Toleman-Hart       | 8     | Turbo                              | 16     |        |
| Ex.  | 14 | Manfred Winkelhock | ATS-BMW            |       | Exclu                              |        |        |

## Pole position et record du tour
- Pole position : Elio De Angelis en 1 min 28 s 392 (vitesse moyenne : 204,901 km/h).
- Meilleur tour en course : Alain Prost en 1 min 36 s 499 au 42e tour (vitesse moyenne : 187,687 km/h).

## Tours en tête
- Michele Alboreto : 11 (1-11)
- Niki Lauda : 26 (12-37)
- Alain Prost : 12 (38 / 51-61)
- Derek Warwick : 12 (39-50)

## À noter
- 10e victoire pour Alain Prost.
- 31e victoire pour McLaren en tant que constructeur.
- 1re victoire pour le moteur TAG turbo.
- Manfred Winkelhock est exclu pour aide extérieure.